# Alà-ad-Dawla Abu-Jàfar Muhàmmad
Alà-ad-Dawla Abu-Jàfar Muhàmmad ibn Rústam Duixmanziyar ibn al-Marzuban (àrab: علاء الدولة أبو جعفر محمد بن رستم دشمنزیار بن المرزبان, ʿAlāʾ ad-Dawla Abū Jaʿfar Muḥammad b. Rustam Duxmanziyār b. al-Marzubān) o, més senzillament, Alà-ad-Dawla Abu-Jàfar Muhàmmad ibn Duixmanziyar, també conegut com a Ibn Kakuya (àrab: ابن كاكويه, Ibn Kākūyah o ابن كاكويا, Ibn Kākūyā) o Pisar-i Kaku (persa: پسر کاکو) (Iran, ? - ?, setembre de 1041) fou un cap militar daylamita, fundador de l'efímera dinastia kakúyida que va governar el Jibal i més tard, sota domini seljúcida, Abarkuh i Yazd. El sobrenom pel qual és conegut, Ibn Kakuya, significa ‘fill de Kakuya’, en què Kakuya seria un hipocorístic del mot daylamita kaku, ‘oncle matern’, pel fet que el seu pare, Duixmanziyar, seria oncle de la cèlebre Sàyyida Xirín, mare de l'emir búyida de Rayy Majd-ad-Dawla.

## Biografia
Era fill del cap militar daylamita Rústam Duixmanziyar, un soldat de fortuna al servei dels buwàyhides, oncle matern (kaku) de la reina regent Sàyyida, mare de l'emir Majd-ad-Dawla (que tenia 4 anys al pujar al tron el 997), que li havia concedit un iqtà o feu a les muntanyes Elburz. Rústam va rebre el feu amb la missió de protegir Rayy i el nord del Jibal contra les dinasties menors del Tabaristan. Fou l'oncle de Sayyeda, la mare del buwàyhida de Rayy, Majd-ad-Dawla Rustam, i el verdader poder a l'ombra a Rayy fins a la seva mort el 1028. Alà-ad-Dawla era per tant cosí de Sayyeda. El 1107, segurament després de la mort de la seva tia, Sàyyida, que poc abans havia frustrat un intent del seu fill d'emancipar-se de la seva tutela (el 1106 quan tenia uns 13 o 14 anys), va donar al seu cosí Abu-Jàfar Muhaàmmad ibn Duixmanziyar el govern d'Esfahan.
El primer càrrec rellevant d'Alà-ad--Dawla fou el de governador d'Esfahan pels buwàyhides el 1007/1008 (segons un historiador local ja exercia el càrrec el 1003 o fins i tot abans). El govern dèbil de Majd-ad-Dawla a Rayy li va permetre estendre el seu domini cap al nord i oest a les zones de muntanya que dominaven caps kurds independents com els annàzides d'Hulwan (Pèrsia).
El 1016/1017 fou expulsat d'Esfahan pel buwàyhida Ibn Fulad, fins que la va reconquerir el 1021/1022; en aquest any apareix reprimint un revolta de soldats turcs a Hamadan en ajut del buwàyhida Xams-ad-Dawla (germà de Majd-ad-Dawla). Mort Xams-ad-Dawla poc després (1022) el va succeir el seu fill Samà-ad-Dawla que el 1023 fou derrocat per soldats daylamites que s'hi van establir. Alà-ad-Dawla va anar a Hamadan i va expulsar a la guarnició daylamita que s'hi havia establert (probablement el 1024); també va lluitar va lluitar contra els annàzides kurds als que va arrabassar Ḥulwān. El buwàyhida Muixàrrif-ad-Dawla, emir buwàyhida de l'Iraq i Fars, va obligar Alà-ad-Dawla a retirar-se d'Ḥulwān, però va poder retenir Hamadan i finalment els dos bàndols van ajustar la pau i es van fer aliances matrimonials.
A patir del 1024 o 1026 la seva tasca fou la defensa dels seus dominis contra els kurds de Djurakan o Guran i altres caps daylamites o locals del Tabaristan com els bawàndides de Firim i Sari.
El 1027 va aconseguir una gran victòria de Nihawand contra els seus enemics, cosa que li va permetre consolidar la seva posició al Djabal encara que sempre sota la sobirania nominal de Majd-ad-Dawla de Rayy. El 1027 va rebutjar una invasió al Jibal del ishpabadh bawàndida de Tabaristan Ali ibn Umran aliat al ziyàrida Manučir o Manushihr ibn Kabus que donaven suport als rebels daylamites locals; els invasors van assetjar Esfahan durant uns quatre mesos, però no la van poder ocupar i es van haver de retirar. Durant aquest temps les seves monedes reconeixien la sobirania de l'emir buwàyhida, sobirania que era força nominal; en aquestes monedes apareixen els seus títols: Alà-ad-Dawla, Adud-ad-Din, Fakhr-al-Mil·la i Taj-al-Umma.
Va emetre moneda en almenys tretze llocs, de Kermansah a Yazd. El califa li va concedir honors i títols sense intermediació dels buwàyhides, el que de fet l'erigia com a sobirà independent, i va rebre el làqab de Hussam-ad-Din Amir-al-Muminín.
Alà-ad-Dawla va quedar independent el 1029 quan Rayy fou ocupada pel gaznèvida Masud I ibn Mahmud i va continuar les operacions contra els altres sobirans del Djabal o nord de Pèrsia ocupant Esfahan on va deixar un governador, però quan se'n va anar va esclatar una revolta popular i el governador va morir, havent de retornar Masud que va fer una matança entre la població el 1031. Alà-ad-Dawla que s'havia refugiat amb els buwàyhides de Khuzistan, es va presentar a Esfahan el 1030 i la va ocupar, i va ocupar també Rayy i segurament Yazd; però al cap de pocs mesos fou expulsat de Rayy i Esfahan pel ziyàrida Anushirwan ibn Manushihr ibn Kabus amb suport de les forces gaznèvides. Alà-ad-Dawla fugí cap a Tarom amb els musafírides i va recuperar Esfahan el 1032, va entrar a Rayy. Al cap de poc va poder retornar als seus dominis com a tributari gaznèvida i se li va reconèixer la possessió fins a Yazdi finalment va aconseguir ser reconegut emir d'Esfahan al cap de poc per Masud I ibn Mahmud de Gazni a canvi d'un tribut. Disposava de diners amb els quals podia llogar mercenaris daylamites i kurds inicialment (i uns anys més tard oghuz que fugien a l'oest de la invasió gaznèvida dels seus territoris al Khurasan). Era hàbil en mantenir una xarxa d'espies a tota Pèrsia i mantenia les seves fortaleses en bon estat de defensa, inspeccionant-les personalment.
El tribut fixat era de dos-cents mil dinars que es van pagar esporàdicament però els gaznèvides tenien dificultats per mantenir la sobirania a la zona.
Altre cop fou expulsat d'Esfahan el 1033 o 1034, quan els gaznèvides el van fer fora per no pagar el tribut, i es va refugiar altre cop amb els buwàyhides a Ahwaz, Firaydan i Khansar on reclutà una tropa dels anomenats turcmans iraquians (oghuz) que rondaven per Pèrsia des del 1028 amb les que va reconquerir Esfahan el 1035/1036 i va construir unes muralles amb portes de ferro el 1037/1038, fet que lliurà aquesta ciutat d'un saqueig salvatge com el que va patir Hamadan a mans de bandes oghuz el 1038/1039. Sota la pressió militar dels oghuz d'Alà-ad-Dawla els gaznèvides van haver d'evacuar Rayy (1037) 
Amb Massud ibn Mahmud de Gazni van arribar a la zona els primers contingents ghuzz, establerts llavors a la regió de Dinawar, contra els que Alà-ad-Dawla va haver de combatre el 1038/1039.
Va morir el setembre de 1041 mentre feia campanya al Kurdistan contra l'annàzida Hussam-ad-Din Abu-x-Xawk Faris. El van succeir els seus dos fills: Faràrmuz ibn Muhàmmad, a Esfahan, i Abu-Kalijar Garxasp I, a Hamadan.